# کومی نایدو
کومی نایدو (انگلیسی: Kumi Naidoo؛ زادهٔ ۱۹۶۵) متولد دوربان آفریقای جنوبی و یک فعال حقوق بشر و محیط زیست می‌باشد.
کومی نایدو (از ۲۰۰۹ تا ۲۰۱۶) مدیر اجرایی بین‌المللی صلح سبز را برعهده داشت و (از ۲۰۱۸ تا ۲۰۲۰) دبیرکل عفو بین‌الملل بود. او از ژوئن ۲۰۲۰ سفیر بین‌المللی کشورهای آفریقایی می‌باشد که برای عدالت، صلح و عزت قیام می‌کنند.
نایدو به عنوان یک فعال کودک در آفریقای جنوبی در دهه ۱۹۷۰ و ۱۹۸۰ شروع به فعالیت کرد. او یکی از بنیانگذاران سازمان جوانان دست‌های کمک کننده است. او کمپین‌های جهانی برای پایان دادن به فقر و حمایت از حقوق بشر را در پست‌های مختلف از جمله هنگامیکه نهمین دبیرکلی عفو بین‌الملل را رهبری می‌کرد برعهده داشته است. وی تا دسامبر ۲۰۱۹ که به دلیل نگرانی‌های ناشی از سلامتی تصمیم به کناره‌گیری گرفت عهده‌دار دبیرکلی بود. کومی اولین آفریقایی است که صلح سبز یعنی گروه بین‌المللی محیط زیست را رهبری کرده است و از سال ۲۰۰۹ تا ۲۰۱۵ به عنوان مدیر اجرایی بین‌المللی آن خدمت کرد. وی از سال ۱۹۹۸ تا ۲۰۰۸ به عنوان دبیرکل سیویکوس، اتحاد بین‌المللی برای مشارکت شهروندان، به فعالیت پرداخت. کومی همچنین به عنوان مدیر اجرایی آفریقایی‌ها برای عدالت، صلح و عزت قیام کرد. او همچنین به فراخوان جهانی برای اقدام علیه فقر و فراخوان جهانی برای اقلیم در گروه «تک‌تک‌تک، عدالت و هوا» در زمینه کمک‌های زیست‌محیطی خدمت کرده است، وی گروه‌های مذهبی و حقوق بشر، اتحادیه‌های کارگری، دانشمندان و دیگران را گرد هم آورده و تظاهرات گسترده‌ای را در مورد مذاکرات اقلیمی سازماندهی نمود.
کومی در حال حاضر استاد تمرین در دانشکده مدیریت جهانی تاندربرد، دانشگاه ایالتی آریزونا است. او در دانشگاه آزاد فسیل نیز تدریس می‌کند و مشاور ویژه ائتلاف اقتصاد سبز است. کومی یک عضو مهمان در آکسفورد و یک عضو افتخاری در کالج مگدالن است

## فعالیت در آفریقای جنوبی
کومی نایدو در دوربان، آفریقای جنوبی متولد شد، وی از دوران جوانی درگیر فعالیت‌های ضد آپارتاید شد و در نتیجه او را از دبیرستان اخراج کردند. او در سن پانزده سالگی بایکوت مدارس را علیه سیستم آموزشی آپارتاید در آفریقای جنوبی سازماندهی کرد. در این عصر، او در سازماندهی محله، جامعه کار جوانان و بسیج‌های گسترده علیه رژیم آپارتاید مشارکت داشت. نایدو چندین بار دستگیر شد و به دلیل نقض مقررات علیه بسیج توده‌ای، نافرمانی مدنی و نقض وضعیت فوق‌العاده متهم شد.
پلیس فعالیت‌های او را به لحاظ امنیتی مورد هدف قرار داد. در کنترل امنیتی قرار داشتن باعث شد تا مخفی شده و در ۱۹۹۰ او مجبور شود به انگلستان فرار کند. او تحصیلات خود در آکسفورد را توقف زد تا در ۱۹۹۰ به آفریقای جنوبی بازگردد. او پس از آزادی نلسون ماندلا از زندان و تصمیم ماندلا برای کاندیداتوری ریاست جمهوری آفریقای جنوبی کمپین‌های سوادآموزی راه انداخت.
بعداً از او خواسته شد تا روند ثبت رسمی کنگره ملی آفریقا (ANC) را به عنوان یک حزب سیاسی هدایت کند. کومی سپس سخنگوی رسمی کمیسیون مستقل انتخابات (IEC)، ناظر اولین انتخابات دموکراتیک کشور در آوریل ۱۹۹۴ بود. نایدو عضو بنیانگذار و مدیر اجرایی ائتلاف سازمان‌های غیردولتی و ملی آفریقای جنوبی بود.
نایدو، مانند بسیاری از سرخپوستان متولد آفریقای جنوبی، خود را سیاه‌پوست آفریقای جنوبی معرفی می‌کند. وی خاطرنشان کرد که تکمیل دوره دکترای وی بسیار ضروری است زیرا به او گفته‌اند «اولین فعال هندی» از آفریقای جنوبی است که موفق به اخذ دکترا در دانشگاه آکسفورد شده است.

## سال‌های تبعید
در دوران آپارتاید، نایدو چندین بار دستگیر شد و به دلیل نقض مقررات علیه بسیج توده‌ای، نافرمانی مدنی و نقض وضعیت فوق‌العاده متهم شد.
این امر باعث شد او مجبور شود قبل از تصمیم نهایی برای تبعید به فعالیت زیرزمینی روی‌آورد و متعاقباً فعالیتش را در انگلستان و ایالات متحده دنبال کرد.
در این مدت نایدو یک فارغ‌التحصیل رودز در دانشگاه آکسفورد بود و در نهایت دکترای جامعه‌شناسی سیاسی را دریافت کرد.
نایدو دکترای خود را در اواخر دهه ۱۹۹۰ پس از بازگشت از آفریقای جنوبی به انگلستان به دست آورد.

## فعالیت‌های داوطلبانه
«بدیهی است که بسیاری از شرکت‌ها و دولتها گوش نمی‌دهند و قدرت و سود را بر مردم ترجیح می‌دهند و آنچه را که به نفع بشریت است نادیده می‌گیرند. جلب کردن توجه آنها به‌طور فزاینده‌ای دشوار است- اما یک چیزی که ما می‌دانیم این است که نافرمانی مدنی و اعتراض مسالمت آمیز یا هر اقدام شورشی ضروری است، مهم نیست که به آن اهمیتی ندهند - مهم استمرار است.» - نایدو، ۲۰۰۹.

## مبارزه با آپارتاید در آفریقای جنوبی
پس از آزادی نلسون ماندلا از زندان در سال ۱۹۹۰، کومی نایدو به آفریقای جنوبی بازگشت تا در زمینه قانونی شدن کنگره ملی آفریقا کار کند و کمپین‌های سوادآموزی بزرگسالان و تلاش‌های آموزش رای‌دهندگان را رهبری کند.
او همچنین به فراخوان جهانی برای اقدام علیه فقر خدمت کرده است.
فراخوان جهانی برای اقلیم در گروه «تک‌تک‌تک، عدالت و هوا» با بسیج و فراخوان برای کمک‌های زیست‌محیطی، گروه‌های مذهبی و حقوق بشری، اتحادیه‌های کارگری، دانشمندان، وی همه را گردهم آورد و تظاهرات گسترده‌ای را در مورد مذاکرات اقلیمی سازماندهی کرده.
بین سال‌های ۲۰۱۵ تا ۲۰۱۸، کومی همچنین مدیر اجرایی آفریقایی‌ها برای عدالت، صلح و عزت قیام کرد.
- عضو شورای رهبری حقوق بین‌الملل
- عضو شورای مشورتی شفافیت بین‌المللی[۱۵]
- عضو هیئت مدیره انجمن حقوق زنان در توسعه (AWID)

## جامعه مدنی بین‌المللی

### دوره اتحاد جهانی تقویت جامعه مدنی
از ۱۹۹۸تا ۲۰۰۸، وی دبیرکل و مدیر اجرایی اولیه سیویکوس: اتحاد جهانی برای مشارکت شهروندان مستقر در واشینگتن بود که اقدامات شهروندان و جامعه مدنی در سراسر جهان را تقویت می‌کرد.
در این مدت، کومی همچنین به عنوان رئیس بنیانگذار فراخوان جهانی برای اقدام علیه فقر نیز فعالیت داشت.

### دوره عفو بین‌الملل
در ۲۱ دسامبر ۲۰۱۷، عفو بین‌الملل کومی نایدو را به عنوان دبیرکل منصوب کرد. در اوت ۲۰۱۸ کومی جانشین سلیل شتی شد که از ۲۰۱۰ به مدت دو دوره در عفو بین‌الملل به عنوان دبیرکل خدمت کرد. دبیرکل عفو بین‌الملل، رهبر و سخنگوی اصلی عفو بین‌الملل و مدیر اجرایی دبیرخانه بین‌المللی آن است. کومی نقش خود را در عفو بین‌الملل با یک جلسه افتتاحیه از آفریقا آغاز کرد.
در ۲۰۱۹ عفو بین‌الملل به حفره ای در بودجه خود به میزان حدود ۱۷ میلیون پوند از مبالغی که از جانب اهداکنندگان دریافت کرده بودند تا پایان سال ۲۰۲۰ اعتراف کرد. کومی نایدو به منظور مقابله با بحران بودجه، به کارکنان خود اعلام کرد تا به عنوان بخشی از تجدید ساختار دفتر مرکزی این سازمان برای برقراری اتحاد در بزرگ‌ترین اتحادیه تجاری انگلستان تقریباً ۱۰۰ کارمند خود را اخراج نموده است و تأکید کرد که این برغم «افزایش درآمد» نتیجه مستقیم «هزینه بیش از حدی بوده که توسط تیم رهبری ارشد سازمان صورت گرفته» بوده است.
بحران عفو بین‌الملل در سال ۲۰۱۸ هنگامی که گائتان موتو، ۶۵ ساله محقق سی‌ساله دفتر عفو بین‌الملل که در پاریس جان سپرد، علنی شد و یادداشتی به دلیل فشارهای کاری و عدم حمایت مدیریت از سوی وی باقی مانده است. یک بررسی نشان داد که درخواست‌های موتو برای کمک نادیده گرفته شده است.به گفته سالواتوره ساگو، همکار سابق موتو، «پرونده گائتان تنها نوک کوه یخ در عفو بین‌الملل است. رنج عظیمی که از این طریق به کارکنان وارد می‌شود.» از زمان دبیرکلی سلیل شتی که مدیران عالی حقوق فوق‌العاده دریافت می‌کردند، عفو بین‌الملل تبدیل به یک شرکت چند ملیتی که در آن کارکنان به عنوان افراد غیرقابل تصور دیده می‌شدند تبدیل شد. . پس از آنکه هیچ‌یک از مدیران عفو پاسخگوی گروهی از کارکنان خود نبودند درخواست استعفای نایدو را مطرح کردند. در ۵ دسامبر ۲۰۱۹ نایدو به دلیل وضعیت سلامتی‌اش از عفو بین‌الملل استعفا داد. نایدو گفت: «اکنون بیش از هر زمان دیگر، سازمان به یک دبیرکل نیاز دارد که با تناسب اندام مبارزه کند و بتواند به وظیفه خود با نشاط عمل کند و این نقش چنین نهادی است و رسالت حقوق بشر جهانی مستحق آن است.»

#### دبیران عفو بین‌الملل
| دبیرکل                  | دفتر          | مبدأ          |
| ----------------------- | ------------- | ------------- |
| پیتر بنسون              | ۱۹۶۱–۶۶       | بریتانیا      |
| مارکوس بیکو             | ۲۰۱۶–اکنون    | آلمان         |
| اریک بکر                | ۱۹۶۶–۶۸       | بریتانیا      |
| مارتین انالز            | ۱۹۶۸–۸۰       | بریتانیا      |
| توماس هاماربرگ          | ۱۹۸۰–۸۶       | سوئد          |
| آوری برونداگ یان مارتین | ۱۹۸۶–۹۲       | بریتانیا      |
| پیر سین                 | ۱۹۹۲–۲۰۰۱     | سنگال         |
| ایرنه خان               | ۲۰۰۱–۱۰       | بنگلادش       |
| سلیل شتی                | ۲۰۱۰ – ۲۰۱۸   | هند           |
| کومی نایدو              | ۲۰۱۸–۲۰۲۰     | آفریقای جنوبی |
| جولی ورهار              | ۲۰۲۰–۲۰۲۱موقت | هلند          |
| اگنس کالامار            | ۲۰۲۱–اکنون    | فرانسه        |

## افتخارات و جوایز
- دکترای افتخاری کومی نایدو توسط:
- دانشگاه ژوهانسبورگ در سال ۲۰۱۹[۲۱]
- دانشگاه صنعتی دوربان در سال ۲۰۱۷[۲۲]
- دانشگاه نلسون ماندلا در سال ۲۰۱۲
- جایزه جیمز لاوسون برای فعالیت صلح آمیز در (۲۰۱۴)[۲۳]
- کومی به عنوان یکی از ۲۱ چهره آفریقای جنوبی انتخاب شد: احترام به میراث نلسون ماندلا (۲۰۱۳)[۲۴]